# Kostel svatého Mikuláše (Měčín)
Kostel sv. Mikuláše, někdy uváděný pod názvem kostel sv. Petra a Pavla, v Měčíně je gotická stavba ze 14. století, postavená z lomového kamene. Informace o tom, kdy a kým byl kostel sv. Mikuláše postaven, se nedochovaly. První zmínka o chrámu pochází z roku 1352, kdy je uváděn mezi katolickými farami. V letech 1776 – 1777 byl barokně upraven plzeňským stavitelem Antonínem Barthem.

## Části kostela

### Loď
Chrámová loď měla původně obdélníkový tvar o rozměrech 11,70 m (délka) a 8,50 m (šířka). Při přestavbě v roce 1776 byla přepažena na předsíň s hudební emporou a na čtvercovou loď, jejíž kouty byly vyplněny přizdívkou s podvojnými pilastry. Právě o ně se opírají cípy plackové klenby. Zmíněná hudební empora se nachází na západní straně lodi. Na každé straně lodi jsou umístěna velká barokně vykrajovaná okna, která jsou opatřena barevnými skleněnými výplněmi. Ty pocházejí z velké opravy chrámu v letech 1903–1904 a byly pořízeny na náklady patrona rytíře Karla z Weselých. Na gotický původ lodi upomíná portál na severní straně a gotické okno ukončené lomeným obloukem na jižní straně. Oba tyto články byly obnoveny za opravy v roce 1963.

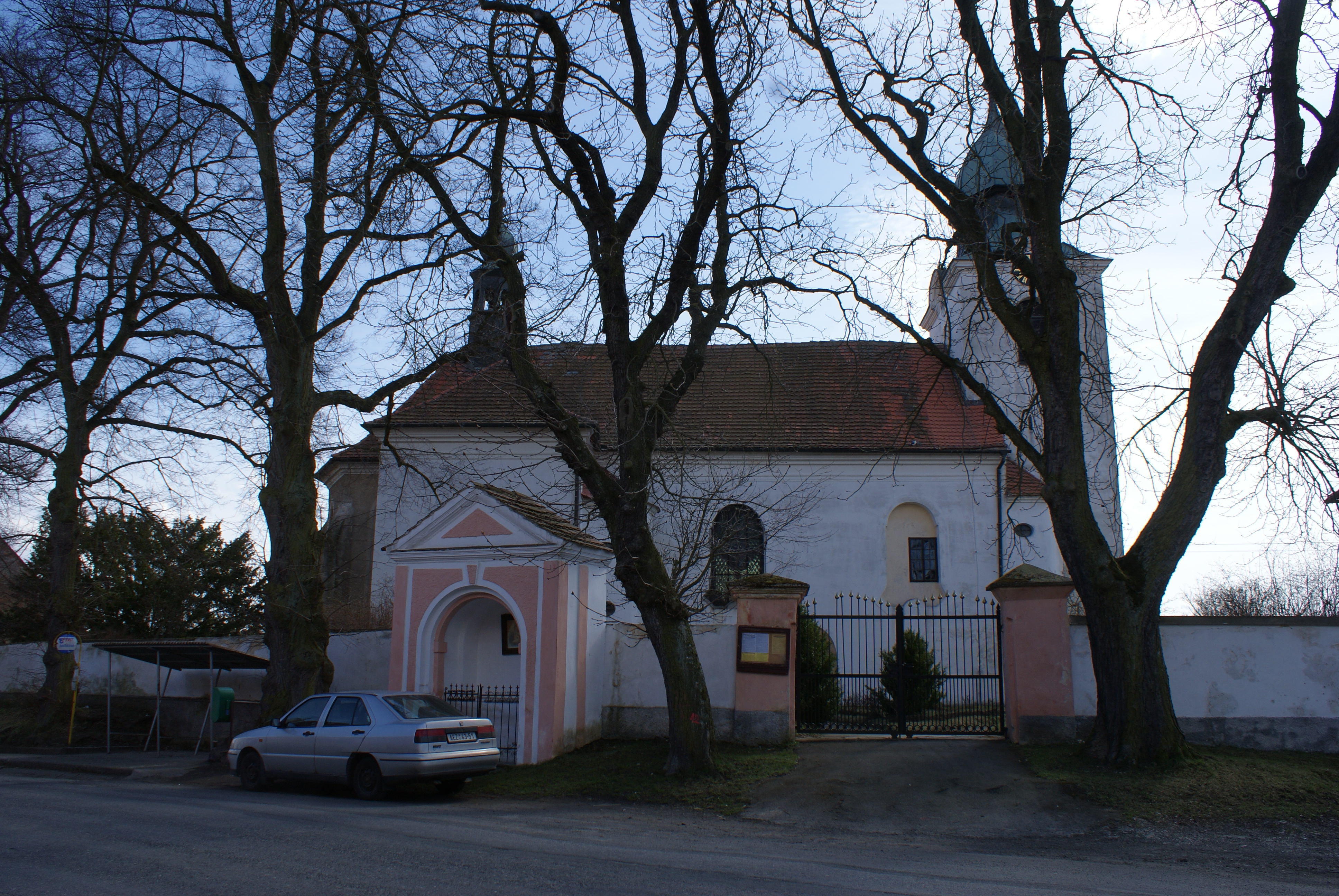

### Velká věž
Hranolová věž s obyčejným vchodem stojí v západním průčelí lodi. Její barokní okna jsou opatřena barevnými výplněmi. Věž je ukončena zvonovitou bání, k níž je připojen schodištní přístavek. Uvnitř věže jsou umístěny tři zvony, které byly pořízeny v roce 1948. Původní zvony byly předtím zrekvírovány pro válečné účely.

### Triumfální oblouk
Pomocí triumfálního oblouku je oddělena loď od presbytáře. Oblouk má polokruhový tvar a jeho rohy jsou obloženy pilastry.

### Presbytář
Presbytář s opěráky je užší než loď, od které je oddělen triumfálním obloukem. Je zaklenut jedním polem křížové klenby, hřbety klenbových kápí jsou vodorovné, klínová žebra jednoduše vykroužená. Konzoly jsou ozdobeny květovými a listovými tvary. Presbytář ukončuje pětiboký chórový závěr (geometricky sestavený z pěti stran pravidelného osmiúhelníku). Při opravě v letech 1903–1904 byly v presbytáři objeveny staré fresky, které ovšem nebyly obnoveny. Ve stěně chórového závěru je umístěn 1,20 m široký výklenek sklenutý lomeným obloukem, tzv. sedile. Zde farář během mše vsedě odpočíval ve chvílích, kdy nekázal.

### Kaple sv. Jana Nepomuckého
Kaple byla přistavěna k jižní straně lodi v roce 1726. Je zaklenuta křížovou klenbou. Po stranách oltáře zasvěceného sv. Janu Nepomuckému, který je v ní umístěn, se dříve nacházely dvě menší sochy andělů. Obě byly v devadesátých letech ukradeny společně s několika svícny a poháry.

### Sakristie
Sakristie a oratoř byly přistavěny k severní straně lodi v roce 1726. Oratoř se nachází v patře nad sakristií.

### Věžička
Nad presbytářem se nachází malá věžička (tzv. sanktusník) s cibulovitou bání. Jsou v ní umístěny dva zvony o hmotnosti 18 kg a 25 kg. Menší zvon pochází z konce 15. století (1492), je vysoký 25 cm a má průměr 30 cm. Je na něm umístěn nápis „ave maria gracia plena dominus 1492“. Větší zvon pochází z roku 1839. Ani jeden z těchto zvonů se dnes už nepoužívá. Dříve se s nimi zvonilo pomocí dlouhého provazu. Jeden jeho konec byl přivázán ke zvonům, druhý vedl přímo do prostoru v presbytáři, kde s ním mohl manipulovat farář.

## Zařízení kostela, oltáře a obrazy
Oltáře a ostatní zařízení kostela jsou barokní a pocházejí z druhé poloviny 18. století. Ve středu hlavního oltáře je umístěn obraz sv. Mikuláše, patrona kostela, na nástavci nad ním obraz Panny Marie Pomocné. Celek je ukončen erbem hrabat z Vrtby. Vlevo a vpravo od obrazu sv. Mikuláše stojí sochy sv. Jana Křtitele a sv. Jana Evangelisty. Na levé straně lodi je umístěn oltář s obrazem Božského Srdce Páně a kazatelna, na pravé straně oltář s obrazem Nejčistšího Srdce Panny Marie. Na obou postranních oltářích se také nacházejí menší sochy andělů. V kapli sv. Jana Nepomuckého je rovněž barokní oltář s obrazem tohoto světce a v nástavci obraz Nejsvětější Trojice. Na západní straně lodi jsou umístěny dvě zpovědnice.
Klenba lodi je vyzdobena freskovými malbami z roku 1904 od Karla Théra, malíře z Votic u Tábora, a akademického malíře Otmara. Uprostřed je umístěn obraz sv. Mikuláše těšícího vězně v žaláři, v rozích kolem čtyři sv. Evangelisté. Mezi těmito obrazy jsou citáty z písma s květinovou výzdobou a postavy andělů.
Svícny jsou barokní a pocházejí převážně z 18. století. Část jich byla ukradena, byly nahrazeny svícny novějšími.
Podlaha kostela je vydlážděna šamotovými dlaždicemi od firmy Bárta a Tichý z pražských Hlubočep z roku 1906. Kolem hlavního oltáře jsou použity dlaždice s ozdobnějším vzorkem. Pod lavicemi, v sakristii a oratoři je položena prkenná podlaha.

## Park kolem kostela
Kolem kostela býval dříve hřbitov, na který se však v roce 1908 přestalo pohřbívat. V roce 1937 byl hřbitov definitivně zrušen a přebudován na dnešní park.
Za kostelem se v parku nachází bývalá márnice, která slouží jako skladiště stavebního materiálu. Je v ní uložena i větrná korouhev s postavami čerta a Mikuláše, kterou v noci z 3. na 4. února 1990 shodil z báně na velké věži vítr.